# Театр итальянской комедии (Париж)
Театр итальянской комедии («Комеди Итальен», фр. La Comédie-Italienne) — общее название выступавших в Париже трупп итальянских актёров (в XVII—XVIII вв.), придерживавшихся эстетики комедии дель арте, оперных трупп XVIII—XIX вв. и современного театра в Париже, играющего итальянский репертуар.
После столетнего перерыва театр Итальянской комедии вновь появился в Париже в 1980 г. Современный театр, созданный по инициативе  Аттилио Маджулли, ставит исключительно итальянских авторов (как классических, так и современных), но спектакли даются на французском языке.

## История

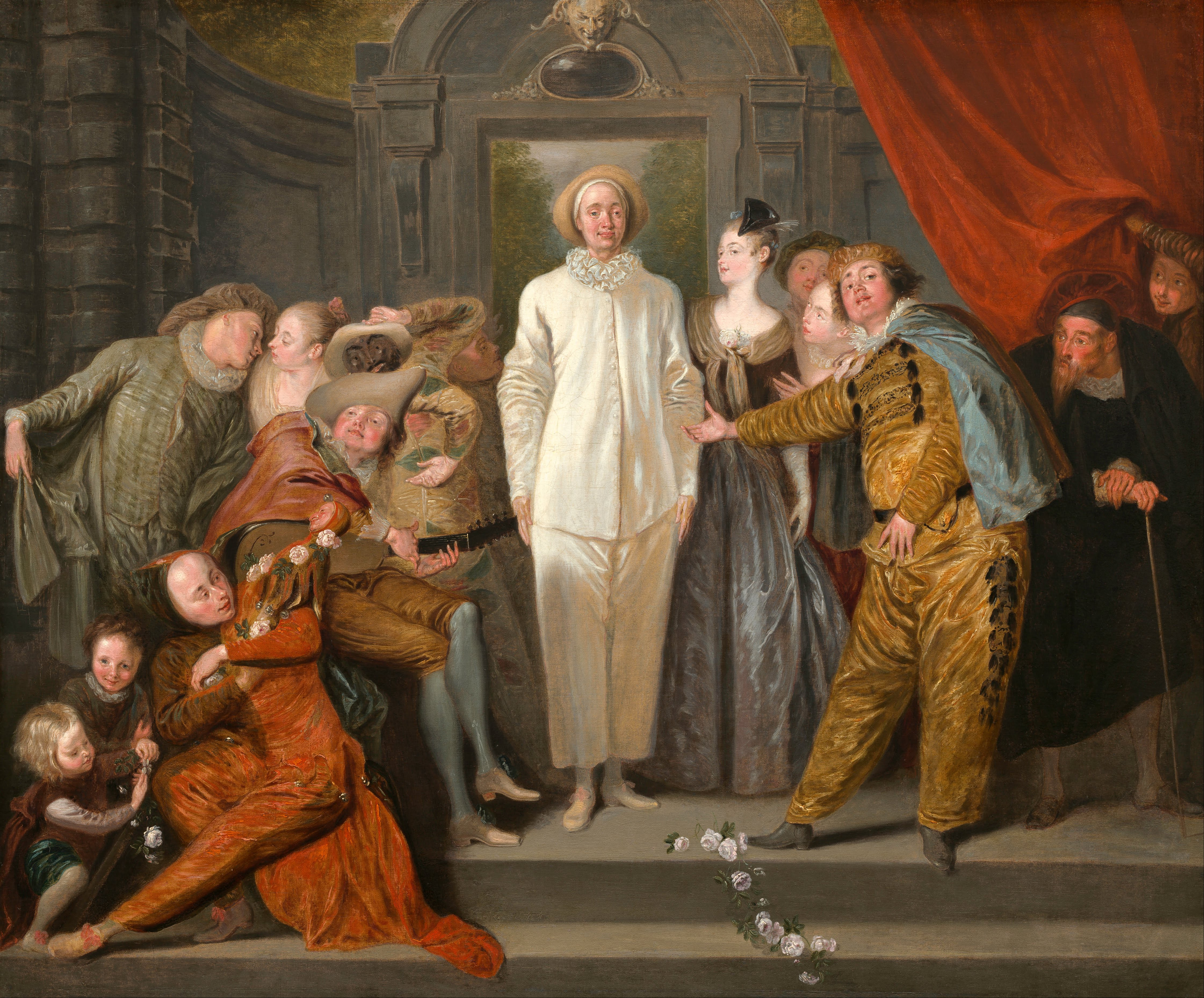
Антуан Ватто. «Актёры Итальянской комедии», ок. 1720.

Первые итальянские труппы, работавшие в эстетике комедии дель арте, появились во Франции в конце XVI века и давали регулярные представления вплоть до прихода к власти Ришельё, при котором выступления итальянцев существенно сократились. Однако именно при Ришельё Париж впервые посетил итальянец Тиберио Фиорилли, уже прославившийся на родине исполнением роли Скарамуччи.
В 1645 г. уже по приглашению Мазарини в Париже даёт представления труппа, в составе которой выступают, в частности, уже упомянутый Фиорилли, и также Доменико Локателли, игравший маску Тривелена. Под руководством последнего труппа, вернувшись в августе 1653 г., оседает в Париже. Актёры играют свои представления на сцене театра Пти-Бурбон и королевским указом получают звание королевских актёров, наименование La Comédie-Italienne и ежегодный пенсион. Позднее, после перестройки театра в 1660 г., труппа перебирается на сцену театра Пале-Рояль, которую делит с труппой Мольера (Мольер играет спектакли по воскресеньям, средам и пятницам, итальянцы — по понедельникам, вторникам, четвергам и субботам). В 1673 г. труппа переезжает в театр Генего, а после образования в 1680 г. Комеди Франсез занимает освободившуюся сцену театра Бургундского отеля.

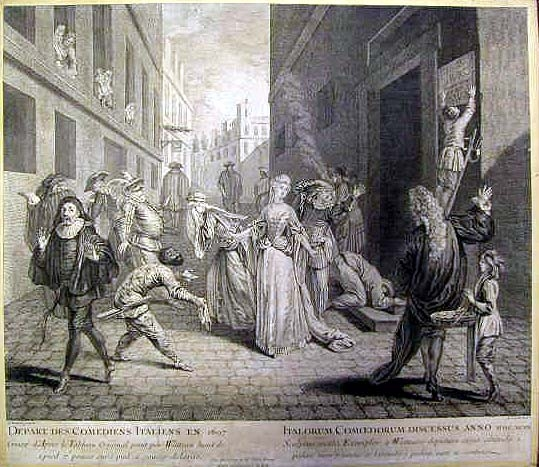
Луи Жакоб. «Изгнание итальянских комедиантов в 1697 году», 1720-е годы. Гравюра с несохранившейся картины Антуана Ватто

К концу 1690-х гг. итальянская труппа пользуется неизменной популярностью у парижан. Несмотря на это, 14 мая 1697 г. указом Людовика XIV театр был закрыт, а актёры уволены с королевской службы. Достоверные причины закрытия театра неизвестны.
Труппа итальянских актёров вернулась в Париж в 1716 г. (под руководством Луиджи Риккобони) и 18 мая дала первое представление на сцене бывшего Бургундского отеля (комедия «Кораблекрушение в Порт-а-Л’Англуа» Жака Отро). В 1762 г. труппа была объединена с труппой Опера-Комик. В 1779 г. театр отказывается от названия La Comédie-Italienne и называется Le Théâtre-Italien (с фр. — «Итальянский театр»).
В 1787 г., после громкого успеха одной гастролирующей труппы итальянских певцов, было решено открыть для них театр, что и было сделано в январе 1789 г. под покровительством графа Прованского, Месье — брата короля. Под названием Театр Месье труппа давала представления сначала во дворце Тюильри, а потом в театре Фейдо. После отъезда труппы в 1792 г. театр был закрыт.
В 1801 г. была составлена новая труппа для исполнения комических опер и опер-сериа. Спектакли давались в зале Фавар и в зале Лувуа. C 1808 г. до 1815 г. труппа выступала в театре Императрицы.

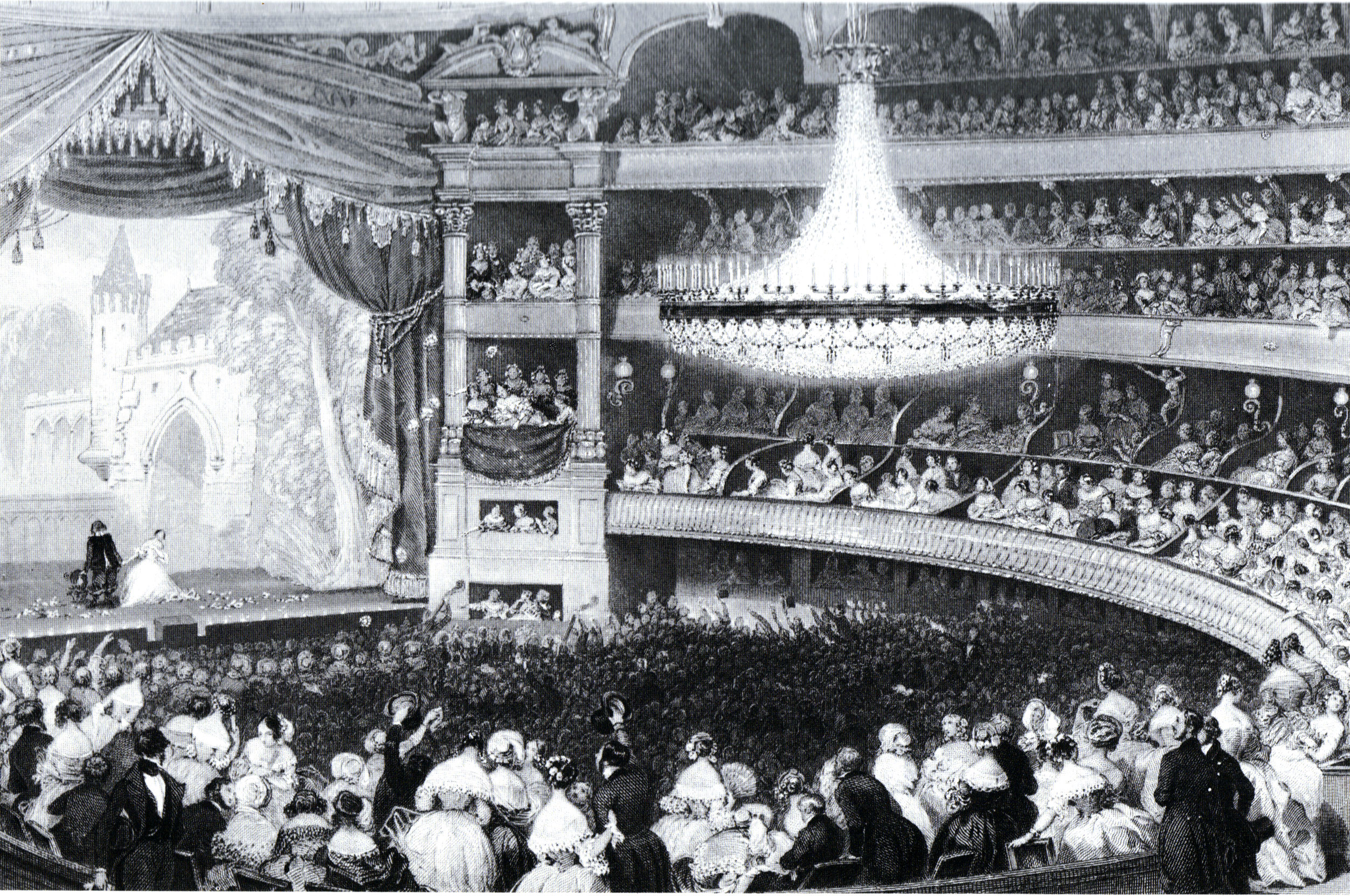
Итальянский театр ок. 1840 г.
Гравюра по рисунку Эжена Лами

Во время реставрации Бурбонов и дальнейшего правления Людовика XVIII театром руководит Анджелика Каталани. В период её гастрольных туров руководство театром принимает итальянский композитор Фердинандо Паэр. 
В 1818 г. королевская привилегия была отозвана, а управление театром передано Королевской академии музыки, хотя автономия Итальянского театра сохранялась вплоть до 1827 г. В этот период театром руководили такие композиторы, как Гаспаре Спонтини и Джоаккино Россини.
Начиная с 1830-х годов популярность итальянских опер стала снижаться, и даже ведущие итальянские композиторы (Россини, Доницетти и др.) всё чаще работали с французскими либретто. Театр итальянской оперы посещался всё реже и был окончательно закрыт в 1878 г.

## Отличительные особенности игры
Основой театральной игры итальянских актёров в Париже оставался канон комедии дель арте. Все её атрибуты, такие как акробатика, яркая жестикуляция, пантомима, танец, безусловно сохранились. Однако главное, на чём держалась комедия дель арте — импровизация — ушло на второй план. Как только итальянские актёры перешли на французский язык, они стали работать с записанным текстом. Импровизация сохранялась, но уже не составляла основу актёрской игры.
Кроме того, музыка и танец, которые в классической комедии дель арте играли вспомогательную роль, здесь становятся важнейшим элементом спектакля. Представление содержит в себе большие дивертисменты с буффонадой, пением и танцами, часто пародирующими оперные произведения, исполнявшиеся на королевской сцене.

## Труппа
В период первых выступлений в Париже в 1653 г. труппа насчитывала десять человек: Т. Фиорилли (Скарамуш), Д. Локателли (Тривелен), Д. Бьянколелли (Арлекин), Д. Б. Турри (Панталоне), А. А. Лолли (Доктор), Г. Бендинелли (Валер, первый влюблённый), Дж. А. Дзанотти (Октав, второй влюблённый), Б. Бьянки (Аурелия, первая влюблённая), О. Кортезе (Эулария, вторая влюблённая), П. Адами (Диамантина, субретка).
Устав, составленный и утверждённый в 1684 г. Марией Анной Баварской, покровительницей театра и супругой дофина, гласил, что труппа «будет всегда состоять из 12 актёров и актрис: двух дам на серьёзные роли, двух на комические, двух мужчин на роли влюблённых, двух на комические, двух ведущих интригу и двух стариков».
Меццетин десятью годами позже уточняет:

Чтобы играть итальянскую комедию, нужна труппа, состоящая из двух влюблённых; трёх женщин, двух для серьёзных ролей и одной для комических; Скарамуша, неаполитанца; Панталоне, венецианца; Доктора, болонца; Меццетина и Арлекина, оба ломбардцы. Для этого Его Величество даёт труппе 15 000 ливров ежегодного пенсиона, чтобы каждый актёр имел бы по меньшей мере гарантированные 500 экю.

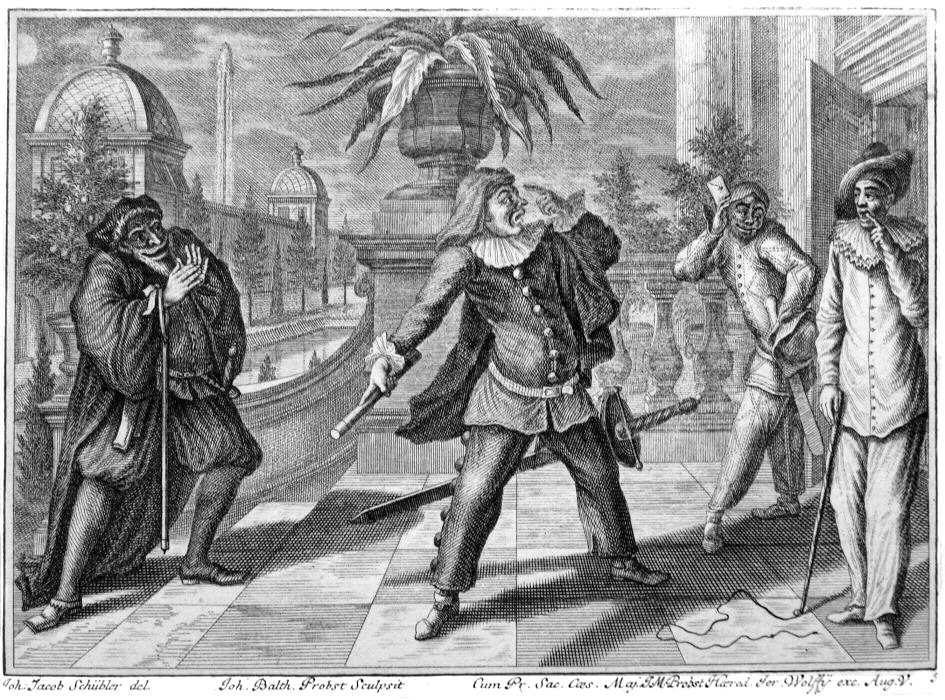
Представление Итальянской комедии, гравюра XVII в.
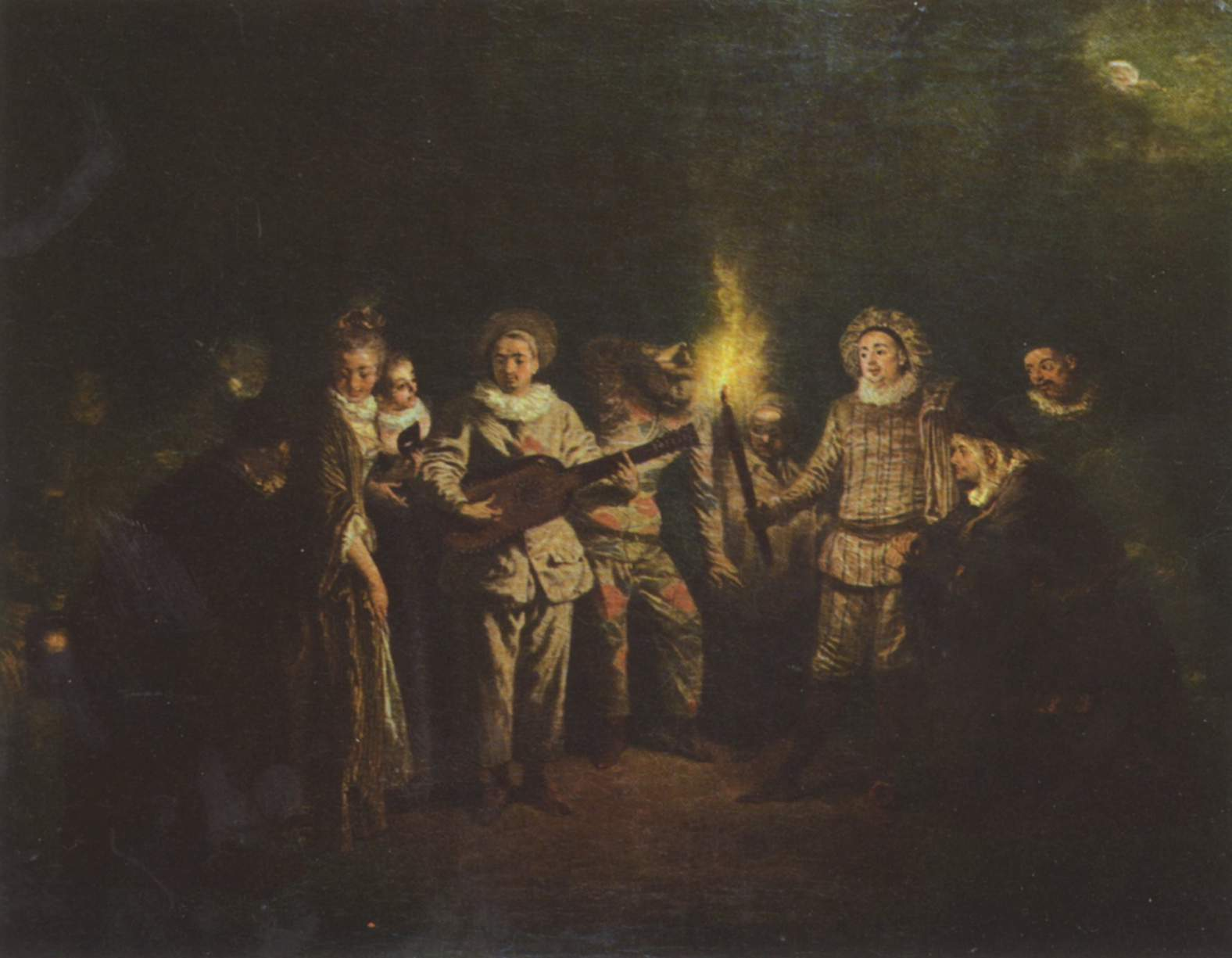
Любовь в Итальянской комедии, А.Ватто (1721)
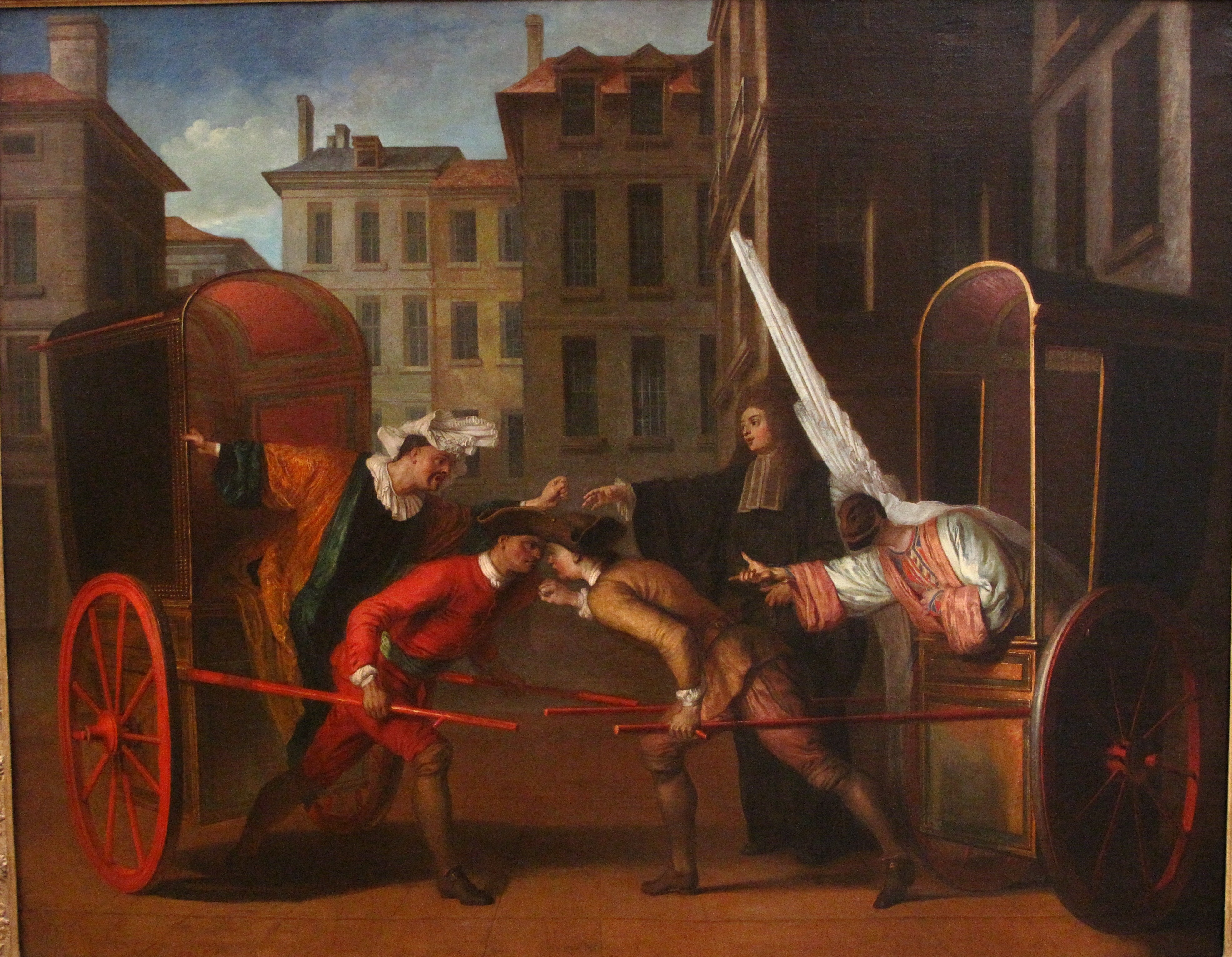
Сцена из спектакля «Две повозки», К.Жилло (1707)
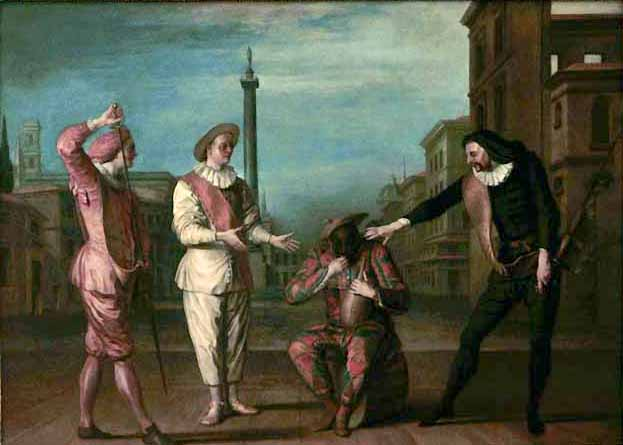
Сцена из спектакля «Гробница мэтра Андре», К.Жилло (1717)
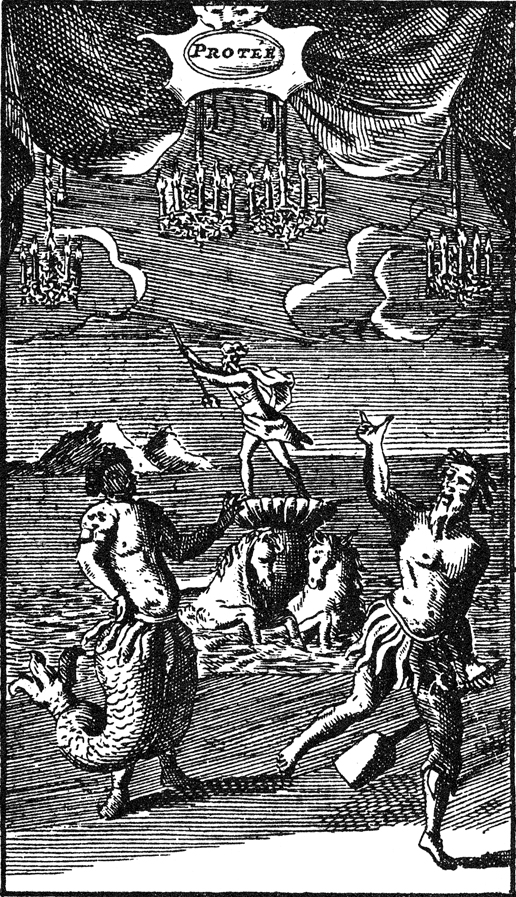
«Арлекин — Протей», гравюра XVII в.
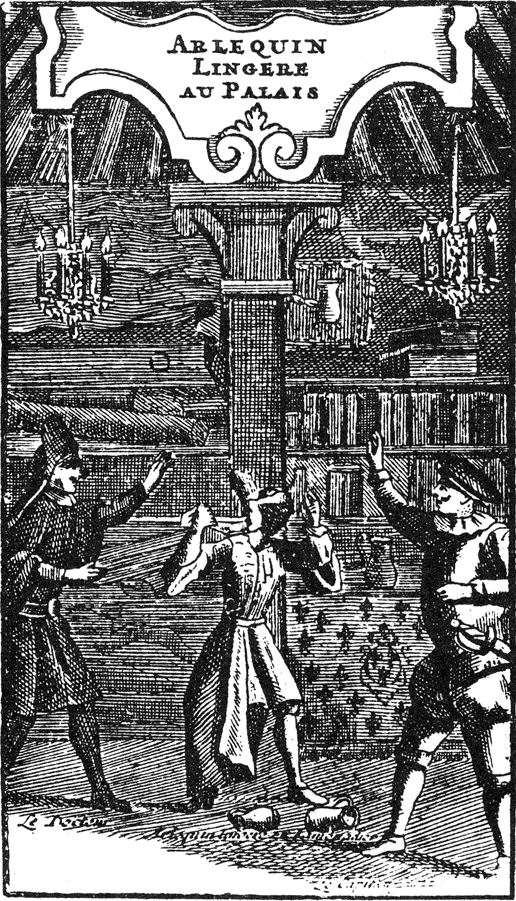
«Арлекин — торговка бельём во дворце», гравюра XVII в.
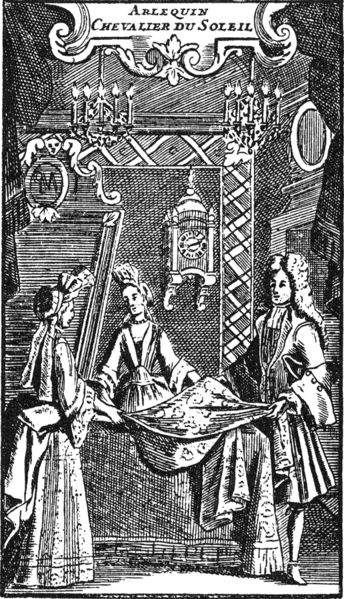
«Арлекин — рыцарь Солнца», гравюра XVII в.
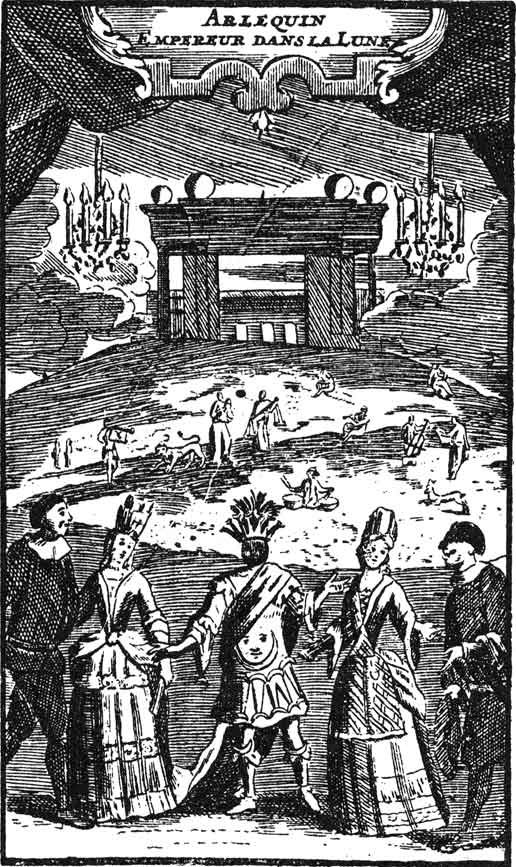
«Арлекин — император Луны», гравюра XVII в.